# Aglaia amplexicaulis
Espèce
Statut de conservation UICN

 VU D2 : Vulnérable
Aglaia amplexicaulis est une espèce de plantes de la famille des Meliaceae.

## Publication originale
- Bernice P. Bishop Museum Bulletin 141: 78. 1936.